# AFC Ajax in het seizoen 1955/56
Het seizoen 1955/1956 was het tweede jaar in het bestaan van de Amsterdamse betaaldvoetbalclub Ajax. De club kwam uit in de Hoofdklasse A en eindigde daarin op de vierde plaats, dit betekende dat de club in het nieuwe seizoen uitkwam in de Eredivisie.

## Wedstrijdstatistieken

### Hoofdklasse A
|       | ADO   | Amsterdam | DOS   | EBOH  | Eindhoven | Excelsior | Fortuna '54 | HVC   | Limburgia | NAC   | NOAD  | Rigtersbleek | Roda Sport | Sparta | Stormvogels | Vitesse | VVV   |
| ----- | ----- | --------- | ----- | ----- | --------- | --------- | ----------- | ----- | --------- | ----- | ----- | ------------ | ---------- | ------ | ----------- | ------- | ----- |
| Thuis | 2 – 1 | 1 – 1     | 6 – 3 | 2 – 2 | 4 – 1     | 4 – 0     | 1 – 4       | 2 – 3 | 0 – 1     | 0 – 2 | 0 – 0 | 1 – 1        | 2 – 0      | 1 – 1  | 2 – 0       | 2 – 0   | 1 – 3 |
| Uit   | 1 – 4 | 1 – 0     | 3 – 0 | 1 – 2 | 2 – 3     | 4 – 6     | 1 – 2       | 0 – 6 | 0 – 0     | 0 – 1 | 1 – 2 | 0 – 1        | 1 – 2      | 1 – 0  | 2 – 2       | 2 – 2   | 1 – 0 |

## Statistieken Ajax 1955/1956

### Eindstand Ajax in de Nederlandse Hoofdklasse A 1955 / 1956
| Stand | Gespeeld | Gewonnen | Gelijk | Verloren | Punten | Doelpunten voor | Doelpunten tegen |
| ----- | -------- | -------- | ------ | -------- | ------ | --------------- | ---------------- |
| 4e    | 34       | 17       | 8      | 9        | 42     | 64              | 44               |

### Topscorers
| Competitie \| # \| Naam \| \| \| ------ \| ----------------- \| -- \| \| 1. \| Loek den Edel \| 16 \| \| 1. \| Piet van der Kuil \| 16 \| \| 3. \| Klaas Bakker \| 11 \| \| 4. \| Rinus Michels \| 9 \| \| 5. \| Gé van Dijk \| 4 \| \| 5. \| Piet Ouderland \| 4 \| \| 7. \| Luc Bijker \| 3 \| \| 8. \| Henk Elzer \| 1 \| \| Totaal \| Totaal \| 64 \| |                   |      |
| # | Naam              | Goal |
| 1. | Loek den Edel     | 16   |
| 1. | Piet van der Kuil | 16   |
| 3. | Klaas Bakker      | 11   |
| 4. | Rinus Michels     | 9    |
| 5. | Gé van Dijk       | 4    |
| 5. | Piet Ouderland    | 4    |
| 7. | Luc Bijker        | 3    |
| 8. | Henk Elzer        | 1    |
| Totaal | Totaal            | 64   |

## Voetnoten
1900—1911 · 1911/12 · 1912—1954 · 1954/55 · 1955/56 · 1956/57 · 1957—1970 · 1970/71 · 1971/72 · 1972—1994 · 1994/95 · 1995—1998 · 1998/99 · 1999/00 · 2000/01 · 2001/02 · 2002/03 · 2003/04 · 2004/05 · 2005/06 · 2006/07 · 2007/08 · 2008/09 · 2009/10 · 2010/11 · 2011/12 · 2012/13 · 2013/14 · 2014/15 · 2015/16 · 2016/17 · 2017/18 · 2018/19 · 2019/20 · 2020/21 · 2021/22 · 2022/23 · 2023/24 · 2024/25